# Prigorodnyj rajon (oblast' di Sverdlovsk)
Il Prigorodnyj rajon (in russo Пригородный район?) è un distretto nell'oblast' di Sverdlovsk, in Russia. Il centro amministrativo è la città di Nižnij Tagil che non fa parte del distretto. 
Secondo le modifiche alla legge sulla struttura amministrativo-territoriale della regione di Sverdlovsk, il distretto di Prigorodnyj comprende il territorio del circondario urbano di Gornoural'skij (Горноуральский городской округ) e gli insediamenti rurali situati sul territorio del distretto urbano di Nižnij Tagil sono posti sotto l'amministrazione subordinata della città.
Il territorio è attraversato dal fiume Tagil nella parte sud-occidentale e settentrionale della regione. Nella parte sud-orientale scorre il fiume Nejva.